# 호세 부에나벤투라 두루티
호세 부에나벤투라 두루티 두망헤(스페인어: José Buenaventura Durruti Dumange, 1895년 7월 14일 ~ 1936년 11월 20일)는 CNT와 FAI를 비롯한 여러 아나키스트 조직에 참여하여 스페인 내전에서 주도적인 역할을 했던 아나코 생디칼리스트 투사였다. 두루티는 스페인 내전에서의 아나키즘 혁명에서 중요한 역할을 했고, 오늘날 아나키스트 운동의 영웅중 한명으로서 기억되고 있다.

## 생애

### 젊은 시절
두루티는 스페인 레온에서 철도 노동자이자 자신을 자유지상주의적 사회주의자로 묘사했던 산티아고 두루티(Santiago Durruti)와 아나스타샤 두만주(Anastasia Dumange)의 자식으로 태어났다. 두루티는 8명의 형제중에 둘째였다.(이중 한명은 1934년 10월 아스투리아스 봉기에서 사망했고, 다른 한명은 마드리드 전선에서 파시스트와 싸우는 중에 사망했다.)
1910년, 두루티가 14살에 되던 해에 그는 학교를 떠났고, 레온 철도 조차장의 연수 정비공이 되었다. 그의 아버지처럼 그도 en:Unión General de Trabajadores(UGT) 노조에 참여한다. 1917년 8월, 정부가 고용주와 노조간의 합의를 뒤집었을 때 벌어진 파업에서 적극적으로 활동했다. 정부는 파업을 진압하기 위해 군대를 동원했고 70여명이 죽고 500여명 이상의 노동자들이 부상을 입게 된다. 파업에 가담한 노동자 2000여명 가량은 재판이나 법적 절차도 없이 투옥되었다. 두루티는 해외로 도망쳤고, 프랑스에서 망명 아나키스트들과 접촉한다. 스페인 국가의 야만성은 젊은 두루티에게 깊고 지속적인 영향을 주게된다. 1917년 가을에서 1920년 초까지, 두루티는 파리에서 기계공으로 일하게 된다. 이후 스페인으로 돌아가기로 결심하고 국경을 넘어 바스크 지방 산세바스티안에 도착한다. 이곳에서 그는 수베르비올라(Suberviola), 루이즈(Ruiz), 알다바트레쿠(Aldabatrecu), 마르셀리노 델 캄포(Marcelino del Campo)같은 아나키스트들을 만나게 되고, 이들과 함께 준군사 조직인
en:로스 호스티시에로(복수자들)을 결성한다. 1921년, 산 세바스티안의 Great Kursaal의 개장식에서 멤버들은 알폰소 13세에 대한 암살을 시도 했지만 실패한다. 얼마 뒤 최근 설립된 노동조합인 전국노동자연합(CNT)의 대표는 두루티에게 바르셀로나로 가서 노동자들을 조직하도록 설득한다. 이곳은 아나키스트들과 생디칼리스트들이 잔혹하게 억압되었고 많은 이들이 처형되거나 투옥된 장소였다. 이곳에서 후안 가르시아 올리버(Juan García Oliver), 프랑시코스 아스카소(Francisco Ascaso) 그리고 로스 호스티시에로의 멤버들과 함께 en:로스 솔리다리오스를 결성한다. 1923년, 이들은 아나코 생디칼리스트 노조 활동가 살바도르 세귀( Salvador Seguí)의 죽음에 대한 보복으로 일어난 추기경 후안 솔데비아 로메로 암살 사건에 연루된다. 1923년 미우엘 프리모 데 리베라( Miguel Primo de Rivera)가 스페인의 권력을 장악한 이후, 두루티와 그의 동지들은 프랑스 인근 국경에서 바르셀로나 병영에 대한 공격을 감행했다. 공격은 실패했고 많은 아나키스트들이 죽게 된다. 이 패배 이후에 두루티, 아스카소, 올리버는 라틴 아메리카로 도망치게된다.
이후 두루티와 그의 동지들은 스페인 바르셀로나로 돌아왔고 당시 스페인에서 가장 거대한 두개의 조직이였던 en:이베리아 아나키스트 연합(FAI)와 전국노동자연합(CNT)의 내부에서 전투적 그룹으로서 영향력을 얻게 된다. CNT 내부에서의 두루티의 영향력이 증대됨에 따라 en:앙헬 페스타냐를 따르던 개혁주의자들이 떨어져 나와 en:Syndicalist Party를 결성하게 된다.

### 스페인 내전
FAI와 CNT에서 동지들과 협력하여 두루티는 프란시스코 프랑코가 군대를 일으키는 것에 대한 무장 저항을 형성하는 것을 도왔고, 이것은 en:고데드 장군이 바르셀로나에 대한 통제권을 장악하려 했던 시도를 저지 하는데 중요한 역할을 했다. 아타라사나스 병영 전투에서 두루티의 오랜 동지이자 절친한 친구였던 아스카소가 총에 맞아 사망한다. 일주일도 안 돼서 1936년 7월 24일 두루티는 바르셀로에서 사라고사까지 무장 아나키스트들을 이끌었다.(이들은 이후en:Durruti Column로 알려진다.) 카스페(Caspe)에서의 피묻은 전투 후에 그들은 육군 장교의 조언에 따라 사라고사에 대한 공격을 연기하고 피나 데 에브로(Pina de Ebro)에 멈춰서게된다.

## 죽음
11월 12일, 아나키스트 지도자 페데리카 몬세니가(Federica Montseny) 정부를 대신하여 아라곤을 떠날 것을 설득했고, 두루티는 마드리드의 방어를 돕기 위해 그의 민병대를 이끌었다. 11월 19일, 그는 카사 데 캄포에서의 역습을 이끌던 중에 총에 맞게 된다.(en:Siege of Madrid 참고) 아벨 파스(Abel Paz)의 Durruti: The People Armed(1976)에 따르면 두루티는 프랑코 세력이 점령했던 임상 병원 근처에서의 총격전을 주고 받던 중에 총상을 입게 되었다고 한다.
하지만 앤터니 비버(Antony Beevor)의 스페인 내전(1982)에 따르면 두루티는 그의 동료의 기관권총이 실수로 발사되는 바람에 사망했다고 주장했다. 두루티는 1936년 11월 20일에 리츠 호텔 (Ritz Hotel)에 세워진 임시 운영 극장에서 40세의 나이로 사망했다. 총알은 심장에 박혀 있었다. 기록 된 진단은 "흉막 출혈로 인한 사망"이었다. 의사들은 총알의 경로와 상처의 성격이 기록되었지만 총알의 구경은 기록되지 않은 보고서를 작성했다.

## 유산
| “ | 이곳 스페인에서나, 저 멀리 미국에서나, 어디에서든지 저 웅장하고 거대한 궁전들과 도시들을 건설 한 것은 바로 우리 노동계급입니다. 우리는 어디서든지 그런 것들을 다시 만들어 낼 수 있습니다. 더욱 멋지게 말이에요! 그러니 우리는 폐허가 두렵지 않습니다. 의문의 여지없이 이 지구를 물려받는 자는 우리가 될 것입니다. 부르주아들이 역사의 무대를 떠나기 전에 이 세계를 잿더미로 만들지도 모르죠. 하지만 우리는 마음속에 새로이 창조될 세계를 품고 있고, 그 세계는 지금 이 순간에도 점점 커지고 있습니다. | ” |
|   | — Buenaventura Durruti |   |

처음에는 사기를 이유로 두루티의 죽음이 발표되지 않았다. 두루티의 시신은 장례를 위해 바르셀로나로 운송되었다. 몬주이크 묘지(Montjuïc cemetery)로 향하는 장례 행렬에 50만명 이상의 추모객들이 동행했다.

## 갤러리

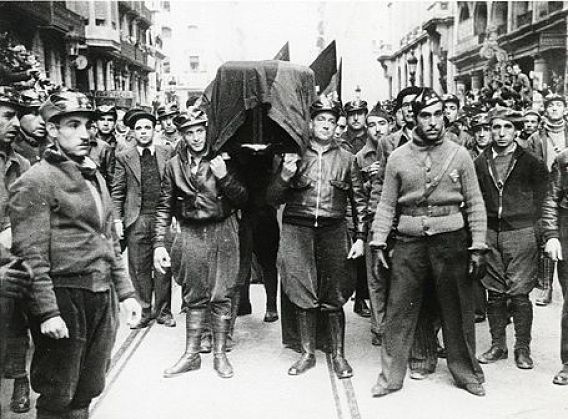
1936년 11월 23일, 바르셀로나에서의 두루티의 장례식
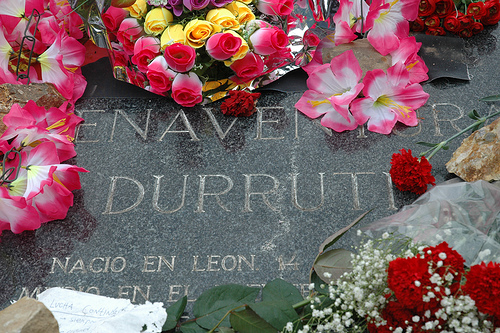
그의 죽음에 대한 69 주년 기념일에 꽃이 가득한 두루티의 무덤
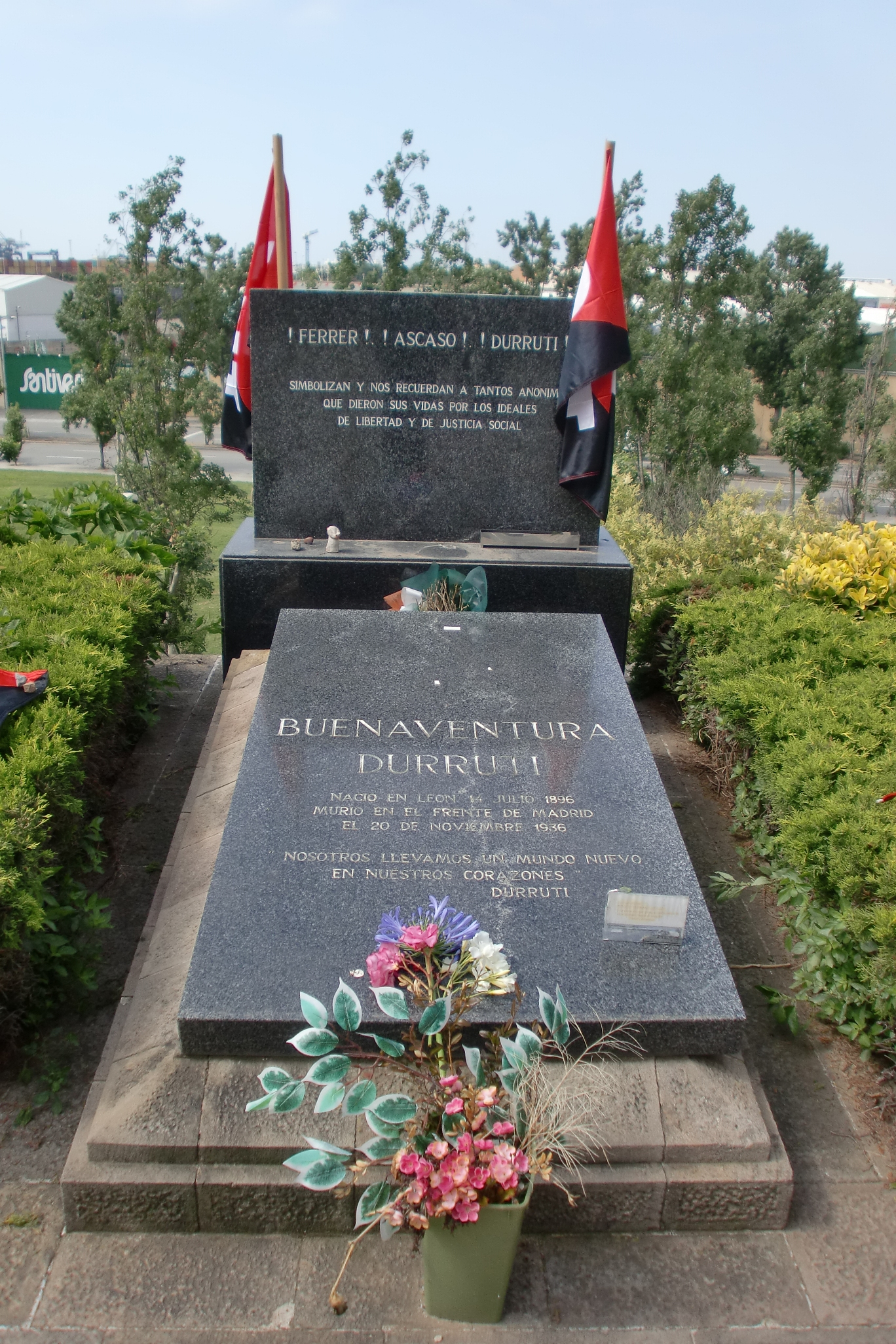
바르셀로나 몬주이크 묘지에 있는 두루티의 무덤
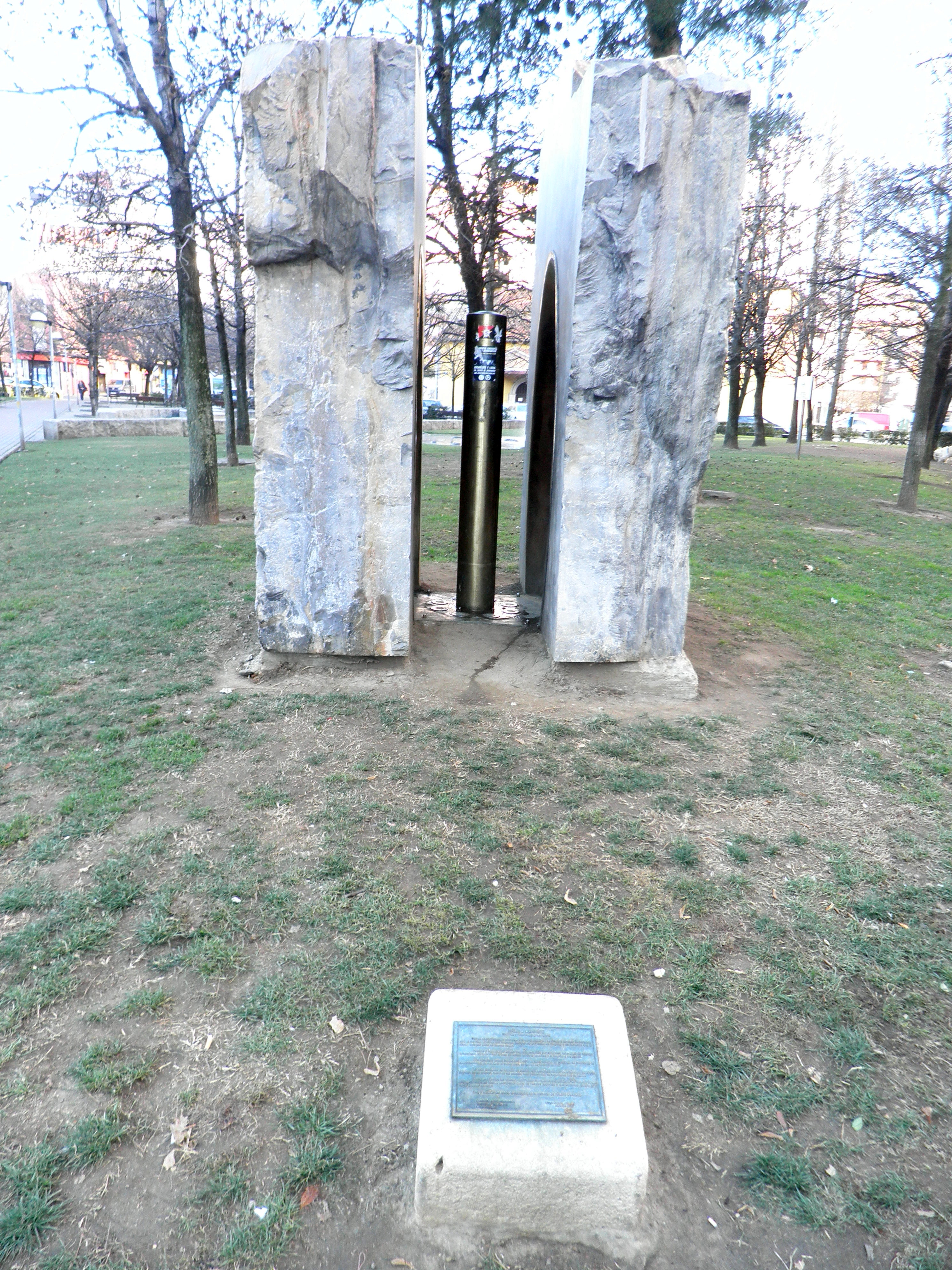
"Hálito Durruti", 그의 고향 레온에 있는 두루티의 기념물

## 같이 보기
- en:Anarchism in Spain
- en:Anarchist Catalonia
- en:The Durutti Column, 그의 이름을 따온 락밴드
- 수용적 아나키즘
- 프란시스코 사바테 요파르트

## 관련 문헌
- Hugh Thomas The Spanish Civil War. Middlesex, England: Penguin Books Ltd., 1965.
- Emma Goldman Durruti is Dead, Yet Living (1936).
- Antony Beevor The Spanish Civil War (1982).
- Abel Paz Durruti in the Spanish Revolution, Translated by Chuck W. Morse, AK Press, 2007. ISBN 1-904859-50-X.
- Pedro de Paz The Man Who Killed Durruti Read and Noir (2005).
- Hans Magnus Enzensberger The Short Summer of Anarchy: Life and Death of Buenaventura Durruti (1972) (originally: Der kurze Sommer der Anarchie: Buenaventura Durrutis Leben und Tod).
- Gabriel Garcia Marquez María dos Prazeres in Doce cuentos peregrinos (1991).
- Collective work Buenaventura Durruti, a double CD  nato, (1996).